# Brian Clouston
Brian Clouston (James Brian Clouston) narozený 1935 je zahradní architekt, Skot působící ve Velké Británii. Jeho rodina pochází z Orknejských ostrovů. Je zakladatelem firmy Brian Clouston and Partners (BCP), jedné z největších společností realizující krajinářskou architekturu v Evropě. Clouston studoval v Edinburghu a na University of Newcastle pod vedením zahradního architekta a spisovatele Briana Hacketta .
Brian Clouston je bývalý president the Landscape Institute, profesní organizace pro zahradní a krajinné architektury působící ve Velké Británii. Clouston svou profesionální kariéru zahájil v době kdy byl člen v Durhamské městské radě v roce 1960, ale odešel v roce 1965, po založení BCP. V praxi se zavázal rekultivovat rozsáhlé haldy uhelného dolu a opuštěné rekultivační projekty v Anglii. V roce 1960 a 1970 vyvrcholily práce na rekultivaci liverpoolskou slavností International Garden Festival (1984) Jako prezident Landscape Institute pro tento festival lobboval. V té době také probíhaly práce na Willow Tree Lane, rekultivaci skládky v Hillingdonu, Londýně. V roce 1970 pracoval na krajinářských a rekultivačních projektech po celém Blízkém východě, zejména v Jeddah a Rijádu v Saúdské Arábii. Na konci sedmdesátých let si Clouston zřídil pobočku v Hongkongu, kterou vedl Alan Tate, zjenž získal mnohé velké krajinářské projekty, jmenovitě například městský park v Sha Tin. Další pobočky byly otevřeny v Singapuru, Kuala Lumpur a v Sydney. Na konci osmdesátých let byla britská část společnosti Clouston sloučena s RPS PLC, Clouston byl předsedou až do roku 1993. V roce 1990 se věnoval developerské činnosti a byl ředitelem několika realitních společností na severu Anglie.

## Literární díla
- Landscape Design with Plants, Van Nostrand Reinhold, 1977
- After the elm... upravil Brian Clouston & Kathy Stansfield, William Heinemann, 1979
- Landscape by Design, William Heinemann, 1980 (with Tony Aldous)
- Trees in Towns: Maintenance and Management, Architectural Press, 1981 (s Kathy Stansfield)